# Chappell Roan
Kayleigh Rose Amstutz (født 19. februar 1998 i Williard, Missouri) er en amerikansk singer-songwriter kendt under kunstnernavnet Chappell Roan. Hendes musik er kendetegnet af synthpop, og hendes musik og stil er kraftigt inspireret af drag-kulturen. Kunstnernavnet har hun brugt siden 2016 og er en sammenkobling mellem hendes bedstefars efternavn (Chappell) og hans yndlingssang (“The Strawberry Roan”).
Roans musik er blevet kaldt for queer "anthems," og hun selv er blevet hyldet som et "visionært" "queer popikon". Da hun voksede op så hun op til Lady Gaga, Nicki Minaj, Rihanna, Katy Perry og Kesha. Musikalsk har hun hentet inspiration hos kunstneren Abbey Watkins, filmen The Beguiled, samt artisterne alt-J, Stevie Nicks, Lorde og Lana Del Rey.

## Karriere
Amstutz er født i en mindre by i Missouri, USA, hvor hun begyndte at udgive sin egen musik. Allerede i 2014 publicerede hun i eget navn en selvskrevet sang på YouTube, og under et år efter skrev hun kontrakt med pladeselskabet Atlantic Records. I 2017 udgav hun sin første EP med titlen School Nights, og som 20-årig flyttede til Los Angeles. I 2020 begyndte hun at arbejde sammen med produceren Dan Nigro i LA, hvilket først førte til den autofiktive single "Pink Pony Club", der omhandler en pige fra Tennessee, som flytter til LA for at blive gogo-danser. Roan udgav tre singler i løbet af et halvt år, men de levede ikke op til pladeselskabets krav, der opsagde hendes kontrakt i august 2020.
I 2021 begyndte Nigro at producere Olivia Rodrigos album Sour, der senere bliver det mest streamede album af en kvindelig artist nogensinde, og Roan flyttede derfor kortvarigt hjem til Missouri. "Pink Pony Club" var blevet modtaget positivt af anmelderne, og avisen USA Today havde udråbt singlen som den tredje bedste i 2020, hvilket blandt andet medførte, at da Roan i 2022 flyttede tilbage til Los Angeles, skrev hun ny kontrakt med Sony Music. I marts 2022, da Dan Nigro igen havde tid til at samarbejde, udgav hun singlen "Naked in Manhattan". Dette er hendes første sang med lesbisk seksualitet som omdrejningspunkt, og teksten er blevet kaldt "flirtende" og "nostalgisk".
Hendes egentlige gennembrud kom, efter hun opvarmede for Olivia Rodrigo på hendes Sour-turné. I 2022 udgav hun sangene "Femininomenon" og "Casual". Året efter udkom singlerne "Red Wine Supernova" og "Hot To Go" samt debutalbummet The Rise and Fall of a Midwest Princess, der er blevet kåret som et af 2023's bedste albums i en række tidsskrifter. Hendes egen turné i 2023-24 inkluderede både USA, Europa og Australien. Samtidig med en række bemærkelsesværdige optrædener i foråret 2024 bl.a. sammen med Olivia Rodrigo, på nationalt TV og i NPR's Tiny Desk Concert-format, steg antallet af digitale streams markant.
I april 2024 udgav hun "Good Luck, Babe!", der ifølge hende selv er den "første sang i et nyt kapitel". Sangen blev streamet syv millioner gange i løbet af den første uge. Hendes popularitet medførte desuden, at Det Hvide Hus inviterede hende til at optræde under Pride-måneden, men hun afslog som følge af politiske uenigheder med den nuværende amerikanske regering angående krigen mellem Hamas og Israel, har hun forklaret.